# Lawrence Skantze
Lawrence Albert Skantze, född 24 juni 1928 i New York, död 18 juni 2018 i McLean i Virginia, var en framstående amerikansk militär med rötter i Sverige. Han var fyrstjärnig general vid USA:s flygvapen och befälhavare för Air Force Systems Command (1983-1987) i Andrews Air Force Base, Maryland.

## Karriär
Efter high school 1946 gick Skantze in i den amerikanska marinen som radiooperatör. År 1948 förflyttades han från Atlantflottan till United States Naval Academy i Annapolis, där han tog bachelorexamen i ingenjörsvetenskap 1952. Han placerades sedan som löjtnant i flygvapnet. År 1959 tog han masterexamen som kärnkraftsingenjör och fortsatte sedan vid officershögskola i Norfolk, Virginia.
Efter att ha avslutat pilotutbildning 1953, fick Skantze utbildning för A-26 Invader och 1954 placerades han som pilot för A-26 på Kunsan Air Base i Sydkorea. År 1955 återvände han till USA för att bli adjutant åt chefen för 14:e flygvapnet vid Robins Air Force Base i  Georgia och 1959 tog han en doktorsgrad i elektroteknik vid flygvapnets tekniska högskola.
Under de följande 20 åren arbetade Skantze med viktiga delar av USA:s militära forskningsprogram. Det handlade om kärnvapen, missiler, obemannat flyg och flygspaningsradar. Han var även anställd som rådgivare i industriföretag som levererade utrustning till det amerikanska försvaret. 
År 1977 återvände Skantze till flygvapnets högkvarter och 1982 utnämndes han till vice stabschef för forskning, utveckling. År 1983 utnämndes han till vice stabschef för USA:s flygvapen i Washington DC och året därpå tog han över kommandot för Air Force Systems Command.
Skantzes farfar Charles Albert Leonard Skantze, som utvandrade från Sverige till New York på 1890-talet, var äldre bror till fabrikör John Laurentius Skantze på bryggeriaktiebolaget Falken och brorson till fabrikör Herman Skantze på Karlskrona Lampfabrik.